# 1967年の全日本ロードレース選手権
1967年の全日本ロードレース選手権 (1967ねん の ぜんにほんロードレースせんしゅけん) は、1967年6月25日の鈴鹿ロードレースシリーズ第1戦で開幕し、同年10月29日の全日本選手権鈴鹿ロードレースシリーズIIIで閉幕した全3戦（セニアクラスは日本GPを含んだ4戦）による1967年シーズンの全日本ロードレース選手権である。
最高峰カテゴリーであるセニア251cc以上クラスチャンピオンは松永喬（ホンダ）が獲得した。

## 1967年シーズン
MFJ全日本ロードレース大会は1962年11月の第1回開催以降、1965年より年間数戦が開催されていたが、MFJ国内競技規則が整備され本年がシリーズ戦としてカレンダーが組まれた初年度となった。全日本シリーズ戦として鈴鹿サーキットでの開催が3戦、テクニカル・スポーツが主催者となり開催された。加えて、セニアの各クラスは10月15日に富士スピードウェイで決勝が行われた世界選手権第5回日本グランプリの結果が全日本選手権のポイント対象となり、全4レースのポイントでランキングが争われた。なお、富士での日本GPの際には、前年まで2輪でも名物30度バンクを使用していたが、走ったライダーからの訴えを参考に、この年はバンクを使用しないショートレイアウト（3.392km）での開催となった。
参加者の区分では、国内競技ライセンスの「国内セニアクラス」が制定され、ライセンスのピラミッドは最上級の「国際」ライセンスから順に国内セニア＞ジュニア＞アマチュアの順に整備された。
本年度の全日本ロードレース選手権でのレース開催方式はスプリントレースだけではなく、第2戦に鈴鹿10時間耐久レースが組み込まれ、2名の選手がチームを組んでのレース（鈴鹿8時間耐久ロードレースの前身）が全日本ロードレース選手権に組み込まれた。
関東地域のMFJ公認グループからは、鈴鹿だけではなく富士スピードウェイでの全日本開催を望む声も多く、11月2日-3日に開催する予定の「FISCOスピードフェスティバル」の一環に組み込む形で、西多摩スピードクラブ（吉村秀雄代表）が主催者となり全日本第4戦として大会を行う折衝を9月まで行なっていたが、実現に至らなかった。

### 車両レギュレーション
1965年に制定されたMFJロードレース競技規則をベースにしており、出場車両はすべて市販車両だけが選手権出場資格を持つと規定された。このため、すでにロードレース世界選手権で性能を証明していた純レース仕様の工場レーサー（ファクトリーレーサー）「ホンダ・CR」や「ヤマハ・TD-1」は使用できない。MFJはこの規定について、「どんなにライダーの腕がよくとも、よほどの財力を持っているか、一般には手に入らない車両に乗る幸運に恵まれた人にしか勝利の可能性がないという不公平を回避するため、だれでもレースができる特色を持つ制度にした。誰でも買える市販車、程度の良い中古車をコツコツとチューニングアップする楽しみもモーターサイクル・スポーツを国内で醸成していくために必要な要素と考えた。」と主旨を解説しており、チューニング・アップで性能を高める自由度のため「出場レース車両となりえる車両はすべて市販車で、クランクケースの形状を変更してはいけない」という大前提以外は細部の規定を設けなかった。

## スケジュールおよび勝者
| Rd.          | 決勝日       | 開催イベント                                          | 251cc以上 優勝     | 250cc 優勝       | 125cc 優勝         | 90cc 優勝          | 50cc 優勝 |
| ------------ | ------------ | ----------------------------------------------------- | ------------------ | ---------------- | ------------------ | ------------------ | --------- |
| 1            | 6月25日      | 全日本選手権・鈴鹿ロードレースシリーズ第1戦           | 松永喬             | 村上力           | 谷野明年           | 滋野靖穂           | ―         |
| 2            | 8月13日      | 全日本選手権鈴鹿12時間耐久レース                      | 宮沢善次・井出郁雄 | 矢野啓司・加藤準 | 永田博一・増田恒弘 | 神谷孝幸・神谷良明 | ―         |
| GP           | 10月15日     | 世界選手権第5回日本グランプリロードレース大会（富士） | 三室恵義           | 本橋明泰         | 金谷秀夫           | ―                  | 伊藤光夫  |
| 3            | 10月29日     | 全日本選手権鈴鹿ロードレースシリーズIII               | 松永喬             | 福田剛司         | 谷野明年           | 阪口顕             | ―         |
| チャンピオン | チャンピオン | チャンピオン                                          | 松永喬             | 矢野啓司         | 増田恒弘           | 滋野靖穂           | 伊藤光夫  |

- 第1戦鈴鹿での小排気量クラスは50-90cc混合レースで行われた。

## 表彰
- MFJ最優秀選手[9]
  - 田中隆造（マウンテンライダークラブ）
  - 太田耕治（ブルーヘルメット・モータースポーツ）

## ポイントランキング
| 順位     | 1位 | 2位 | 3位 | 4位 | 5位 | 6位 |
| ポイント | 8   | 6   | 4   | 3   | 2   | 1   |
| -------- | --- | --- | --- | --- | --- | --- |

### 251cc以上
| 順位 | ライダー   | 使用車両       | 1 SUZ | 2 SUZ | GP FSW | 3 SUZ | ポイント |
| ---- | ---------- | -------------- | ----- | ----- | ------ | ----- | -------- |
| 1    | 松永喬     | ホンダ         | 1     |       | DNS    | 1     | 16       |
| 2    | 隅谷守男   | ホンダ         |       | 2     |        | 2     | 12       |
| 3    | 三室恵義   | ヤマハ・350R1  |       |       | 1      |       | 8        |
| 4    | 従野年巳   | ホンダ・CB77   | 2     |       | 3      |       | 8        |
| 5    | 高武富久美 | ホンダ         | 3     |       |        | 3     | 8        |
| 6    | 佐藤実     | ホンダ         |       | 2     |        |       | 6        |
| 6    | 和田正宏   | カワサキ・A7-S |       |       | 2      |       | 6        |
|      | 室町明     | ホンダ         |       |       | 4      |       |          |
|      | 吉野勇一   | ホンダ         |       |       | 5      |       |          |
|      | 安良岡健   | カワサキ・A7-S |       |       | 6      |       |          |
|      | 室町健三   | ホンダ         |       |       | 7      |       |          |
|      | 金谷秀夫   | カワサキ・A7-S |       |       | Ret    |       |          |

- 斜体はファステストラップ。
- 日本GPのポイントは350ccクラスに参戦した日本人選手の上位から順に全日本選手権251cc以上クラスのポイントが与えられた。総合順位では3位三室恵義、4位和田正宏、6位従野年巳、8位室町明、9位吉野勇一、10位安良岡健[10]。

### ジュニア区分
| ライセンス | クラス    | チャンピオン | マシン | チーム                             |
| ---------- | --------- | ------------ | ------ | ---------------------------------- |
| ジュニア   | 251cc以上 | 宮沢善次     |        | 浜松エスカルゴ                     |
| ジュニア   | 250cc     | 太田耕治     |        | ブルーヘルメット・モータースポーツ |
| ジュニア   | 125cc     | 大沢安男     |        | シブヤレーシングメイト             |
| ジュニア   | 90cc      | 田中隆造     |        | マウンテンライダークラブ           |
| ジュニア   | 50cc      | 柴正之       |        | 岐阜ライダース                     |